# Actihema
Actihema is een geslacht van vlinders van de familie bladrollers (Tortricidae).

## Soorten
- A. fibigeri Aarvik, 2010
- A. hemiacta (Meyrick, 1920)
- A. jirani Aarvik, 2010
- A. msituni Aarvik, 2010
- A. simpsonae Aarvik, 2010